# Egon Krák
Egon Krák, né le 25 mars 1958  à Bratislava, est un musicologue et compositeur slovaque. Il est recteur de l'Académie de musique et des arts de Banská Štiavnica (Hudobná a umelecká akadémia Jána Albrechta v Banskej Štiavnici) depuis 2012.

## Biographie
Egon Krák a étudié la théorie de la musique à l'École supérieure des arts de la scène de Bratislava (VŠMU) de 1977 à 1982, tout en suivant parallèlement l'enseignement de direction d'orchestre de Juraj Pospíšil (cs), Dušan Martinček (sk) et Ilja Zeljenka (en). De 1984 à 1991, il travaille pour la maison d'édition musicale OPUS (sk) ainsi que pour la radio slovaque et plusieurs autres institutions. Dès 1988, il est chargé de cours en théorie et histoire de la musique à la faculté de musique de la VŠMU, où il a un poste d'enseignant de 1996 à 2003 (il occupe de 1997 à 2002 les fonctions de vice-doyen de la faculté). En 2003, il rejoint l'Académie des arts de Banská Bystrica où il est doyen de la faculté de musique de 2005 à 2008. Il est régulièrement invité à donner des cours et conférences à l'étranger (en France, aux États-Unis, en Italie, en Finlande, en Autriche, au Portugal et en République tchèque).
Depuis 1984, Egon Krák a créé ses compositions présentées dans des nombreux festivals, à Vienne, Londres, Paris, Prague, Brno, au festival Musica Sacra contemporanea dans la basilique Sainte-Marie-Majeure de Rome (1992), World Music Days à Bucarest (ISCM 1999), etc. Il a fondé les éditions musicales Artis musicae monumenta slovaca (AMMS).
Il est le fondateur et directeur artistique de l'ensemble de musique de la Renaissance Chorus angelorum (1995).
Il a dirigé de 1996 à 2001 l'anthologie en 4 volumes de musique sacrée slovaque CANTIONES SACRAE.
De 2003 à 2006 il fait plusieurs séjours de recherche au Centre de musique baroque de Versailles, où il travaille sur des compositeurs des XVIe et XVIIe siècles (Henry Desmarest, Nicolas Bernier, Marc-Antoine Charpentier).

## Œuvres récentes
- 2015 : Pútnici (Les Pélerins), fresque musicale et poétique pour 2 récitants, chœur mixte et orchestre symphonique sur la poésie de Ľudovít Štúr et de ses continuateurs du XIXe siècle à l'occasion du 200e anniversaire de sa naissance (créé à Banská Štiavnica et Paris)[5]
- 2014 : Concerto pour guitare et orchestre à cordes (créé à Banská Bystrica)
- 2014 : Bonjour, M. Charpentier ! (créé à Banská Bystrica)
- 2013 : Cyrillo-Méthodiade, Oratorium pour récitant, chœur mixte et orchestre (créé à Nitra et à Strasbourg)

## Discographie
- De profundis III , Hudobný fond SF 00172131 (1994)
- Pulcherima ad honorem Sancti Augustini memoriae - Moyzesovo kvarteto - Daniela Varínska (pf)
- Moyzes Quartet - Contemporary Slovak Quartets, Hudobný fond SF 00212131
- Spiritus tuus in nobis. - Moyzesovo kvarteto
- Laudate Dominum, (1999)
- Te lucis ante terminum. - Komorní sólisti Bratislava - Anton Popovič (dir.)
- Egon Krák - Mémoires I. , Hudobný fond SF 00472131 (2006)
- Au jardin d´amour, trois chansons
- I have met my own death yesterday
- Adieu, mes amis... à la mémoire d´Amedeo Modigliani
- Fantasia a tre parti
- Souffle
- Lettres de mon moulin, cycle des visions provençales d’après Alphonse Daudet

discographie complètehttp://www.hc.sk/hudba/osobnost-detail/452-egon-krak#diskografia

## Prix et distinctions
- 2000 : Prix Ján Levoslav Bella pour les Lettres de mon moulin
- 2005 : Prix de la société des droits d'auteur slovaque (SOZA)